# Адјувантни аналгетици
Адјувантни аналгетици или  коаналгетици су разнородне групе лекова чија примарна индикација није лечење бола, али који делују аналгетички у неким болним стањима ( главобоља, неуропатски, канцерски, и хронични мишићно-скелетни бол).

## Подела
У лечењу неуропатског бола самостално или у комбинацији са другим лековима, користи се велики број адјувантних аналгетика у које спадају, лекови прве и друге линије за лечење неуропатског и других врста бола. 

### Лекови прве линије
Антиконвулзивни лекови
Габапентин, прегабалин, карбамазепин, окскарбазепин, клоназепам су група најчешће прмењених антиконвулзива 
Антидепресивни лекови
У антидепресиве спадају трициклични антидепресиви —  амитриптилин који се даје у дози од 25 мг; 
Аналгетици за локалну примену
Од аналгетика за за локалну примену или локалну анестезију користе се лидокаин и капсаицин

### Лекови друге и треће линије
Анксиолитици
Међу анксиолитицима најзаступљенији су бензодиазепин – у терапији агитираних стања, несанице и нервозе, 
Кортикостероиди
Од кортикостароида најчеће се користи дексаметазон у дози до 16 мг/дневно са тенденцијом смањивања дозе. Овај лек је користан је  у лечењу повишеног интракранијалног притиска, компресији нерава, дистензији капсуле јетре, инфилтрацији меких ткива. Пропратни ефекти су ретенција течности, иритација слузокоже желуца, хипергликемија, јатрогени Кушингов синдром и др.
Неуролептици и халоперидол
Ови лекови имају седирајући и антиеметски ефекат, који се примењује у лечењу халуцијација узрокованих опиоидима.
Миорелаксанси
Миорелаксанси су лекови који делују на скелеталне мишиће и умањују мушићни тонус. Лекови овог типа се могу користити за ублажавање симптома као што су мишићни спазам, бол, и хиперрефлексија. У ову групу лекова спадају: неуромаскуларни блокатори и спазмолитици.
Бифосфанати
Бифосфанати су класа лекова који спречавају губитак коштане масе, и користе се за третман остеопорозе и сличних болести.

## Карактеристике
Главне карактеристике адјувантних аналгетика су:
- повећавају аналгетски ефекат опиоида и НСАИЛ,

- самостална примена или у комбинацији са НСАИЛ,
- смањују нежељена дејства НСАИЛ,
- поседују независну анелгетску активности за поједине врсте бола.